# Space Hulk: Tactics
Space Hulk: Tactics é um jogo eletrônico de RPG tático, baseado em turnos, desenvolvido pela Cyanide e publicado pela Focus Home Interactive. O jogo se passa no universo Warhammer 40.000 e é baseado no jogo de tabuleiro de miniaturas de estratégia baseado em turnos Space Hulk. Foi lançado em 9 de outubro de 2018.

## Jogabilidade
Os jogadores podem jogar como um dos quatro capítulos dos Space Marines (Blood Angels, Dark Angels, Space Wolves e Ultramarines) ou seus oponentes, que são os alienígenas grotescos conhecidos como Genestealers, que vêm em quatro facções diferentes. O jogo apresenta duas campanhas para um jogador, uma em que você joga como os Blood Angels e a outra como os Genestealers, juntamente com o modo multijogador PvP competitivo e um modo skirmish. O jogo também apresenta um construtor de mapas que permite aos jogadores criar seus próprios mapas e cenários para compartilhar com outras pessoas. O jogo é baseado em turnos e possui um sistema de baralho de cartas.

## Recepção
A versão do Windows detém uma pontuação de 73 no Metacritic. Charlier Hall, do site Polygon, elogiou as opções de personalização para os jogadores. Fraser Brown, escrevendo para Rock Paper Shotgun, criticou o ritmo do jogo e a interface do usuário que "pune até pequenos erros".